# Hội đồng Nhãn khoa Quốc tế
Hội đồng Nhãn khoa Quốc tế viết tắt theo tiếng Anh là ICO (International Council of Ophthalmology) là một tổ chức phi chính phủ phi lợi nhuận quốc tế tập hợp các bác sĩ, cá nhân và tổ chức trên toàn thế giới hoạt động trong lĩnh vực nghiên cứu điều trị Nhãn khoa .
ICO thành lập năm 1857 tại Brussels, Bỉ, là thành viên Liên hiệp khoa học của Hội đồng Khoa học Quốc tế (ICSU).
Chủb tịch ICO hiện nay là Peter Wiedemann . Trụ sở điều hành ICO đặt tại San Francisco, California, Hoa Kỳ .